# Ocrisiona melancholica
Ocrisiona melancholica là một loài nhện trong họ Salticidae.
Loài này thuộc chi Ocrisiona. Ocrisiona melancholica được Ludwig Carl Christian Koch miêu tả năm 1879.